# Eiken (studio)
Pour les articles homonymes, voir Eiken (homonymie).
Eiken (株式会社エイケン, Kabushiki kaisha Eiken) est un studio d'animation japonais créé le 10 mars 1969 et anciennement connu sous le nom de Tele-Cartoon Japan.

## Historique
TCJ (Tele-Cartoon Japan ou Television Corporation of Japan) était à l'origine la branche animation de Yanase, une société d'importation de voitures et puis de télévisions, fondée en 1944. En 1953, avec le début des émissions télévisées, TCJ se tourne vers la production de spots publicitaires en animation puis  produit en septembre 1963 sa première série animée TV, Sennin Buraku, deuxième série télévisée d'animation de l'histoire du Japon, seulement précédée par Astro le petit robot de Mushi Production. Par la suite, le studio produit plusieurs séries à succès comme Tetsujin 28-go (1963-1965) et Eightman (1963-1964) puis produit sa première série en couleur, Mirai Kara Kita Shōnen - Super Jetter en 1965.
En mars 1969, TCJ prend son indépendance vis-à-vis de Yanase et devient une entité indépendante. C'est en 1973 qu'elle change son nom pour Eiken.

## Production

### Série TV
- Sennin Buraku (23 épisodes) (septembre 1963 - février 1964)
- Tetsujin 28-go (97 épisodes) (octobre 1963 - mai 1965)
- Eightman (56 épisodes) (novembre 1963 - décembre 1964)
- Super Jetter (78 épisodes) (janvier 1965 - janvier 1966)
- Uchū Shōnen Soran (96 épisodes) (mai 1965 - mars 1967)
- Yūsei Shōnen Papii (52 épisodes) (juin 1965 - mai 1966)
- Yūsei Kamen (39 épisodes) (juin 1966 - février 1967)
- Bōken Gabotenjima (39 épisodes) (avril 1967 - décembre 1967)
- Skyers 5 (12 épisodes) (octobre 1967 - décembre 1967)
- Sasuke (29 épisodes) (septembre 1968 - mars 1969)
- Ninpū Kamui Gaiden (26 épisodes) (avril 1969 - septembre 1969)
- Sazae-san (+ de 2000 épisodes) (octobre 1969 - en cours)
- Dōbutsu-mura Monogatari (100 épisodes de 15 min) (mars 1970 - juillet 1970)
- Bakuhatsu Gorō (26 épisodes) (avril 1970 - septembre 1970)
- Norakuro (26 épisodes) (octobre 1970 - mars 1971)
- Shin Skyers 5 (39 épisodes) (octobre 1971 - mars 1972)
- Onbu Obake (52 épisodes) (octobre 1972 - septembre 1973)
- Bōken Korobokkuru (26 épisodes) (octobre 1973 - mars 1974)
- Jim Button (26 épisodes) (octobre 1974 - mars 1975)
- Oum le dauphin blanc Iruka to Shōnen (26 épisodes) (juillet 1970 - août 1975)
- UFO Senshi Diapolon (26 épisodes) (avril 1976 - septembre 1976)
- UFO Senshi Diapolon 2 (21 épisodes) (octobre 1976 - février 1977)
- Hokahoka Kazoku (1428 épisodes de 5 min) (octobre 1976 - mars 1982)
- Captain (26 épisodes) (janvier 1983 - juillet 1983)
- Glass Mask (23 épisodes) (avril 1984 - septembre 1984)
- Il était une fois... l'Espace (Ginga Patrol PJ) (26 épisodes) (juillet 1984 - août 1984)
- Dotanba no Manā (283 épisodes) (octobre 1984 - avril 1987)
- Musashi no Ken (72 épisodes) (avril 1985 - mars 1986)
- Kotowaza House (773 épisodes) (avril 1987 - septembre 1994)
- Hāi Akko Desu (163 épisodes) (octobre 1988 - mars 1992)
- Shīton Dōbutsuki (45 épisodes) (octobre 1989 - décembre 1990)
- Il était une fois… la Vie (Seimei no kagaku: Micro Patrol) (26 épisodes) (1991)
- Cooking Papa (151 épisodes) (avril 1992 - mai 1995)
- Kobo-chan (63 épisodes) (octobre 1992 - mars 1994)
- Oyako Club (1818 épisodes) (octobre 1994 - mars 2013)
- Ijiwaru Bā-san (46 épisodes) (avril 1996 - juin 1997)
- Kiko-chan Smile (51 épisodes) (octobre 1996 - septembre 1997)
- Suteki! Sakura Mama (18 épisodes) (décembre 2000 - mars 2001)
- Go! Go! Itsutsugo Land (50 épisodes) (avril 2001 - mars 2002)
- Play Ball (13 épisodes) (juillet 2005 - septembre 2005) (avec Magic Bus)
- Play Ball S2 (13 épisodes) (janvier 2006 - mars? 2006) (avec Magic Bus)
- Tetsujin 28-gō Gao! (avril 2013 - en cours)

### Films
- Ninpū Kamui Gaiden le film (1971)
- Captain (1981)